# Gyógyszerészet

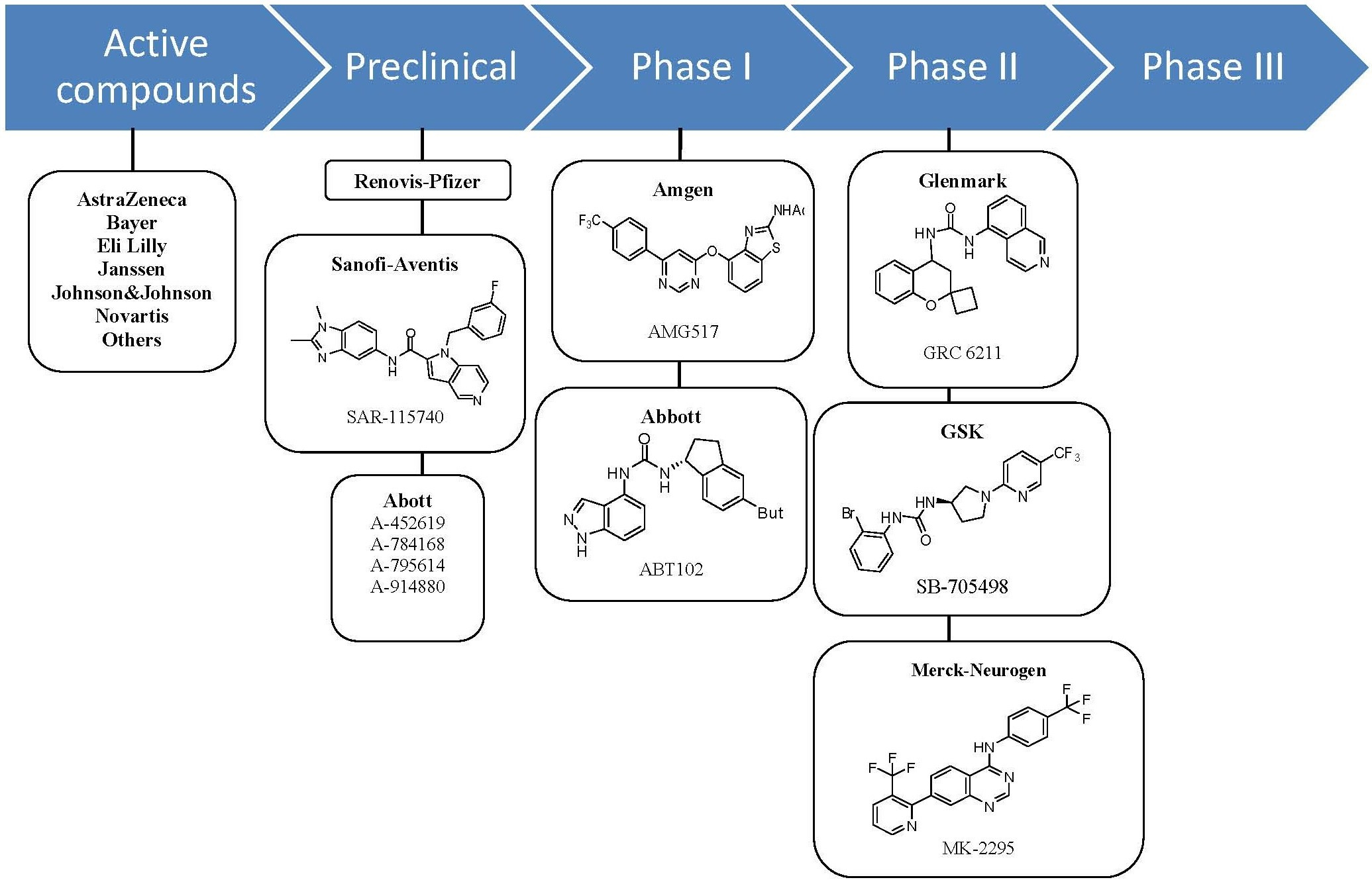
TRPV1 antagonisták klinikai fejlesztése

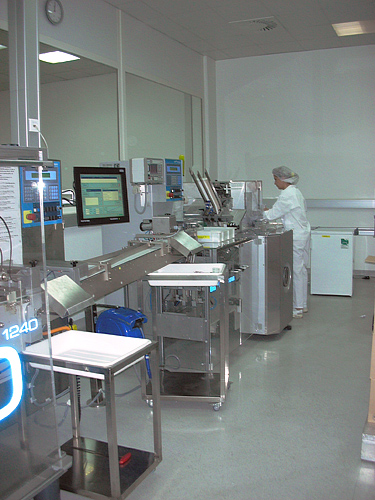
Ipari gyógyszergyártás (2007)

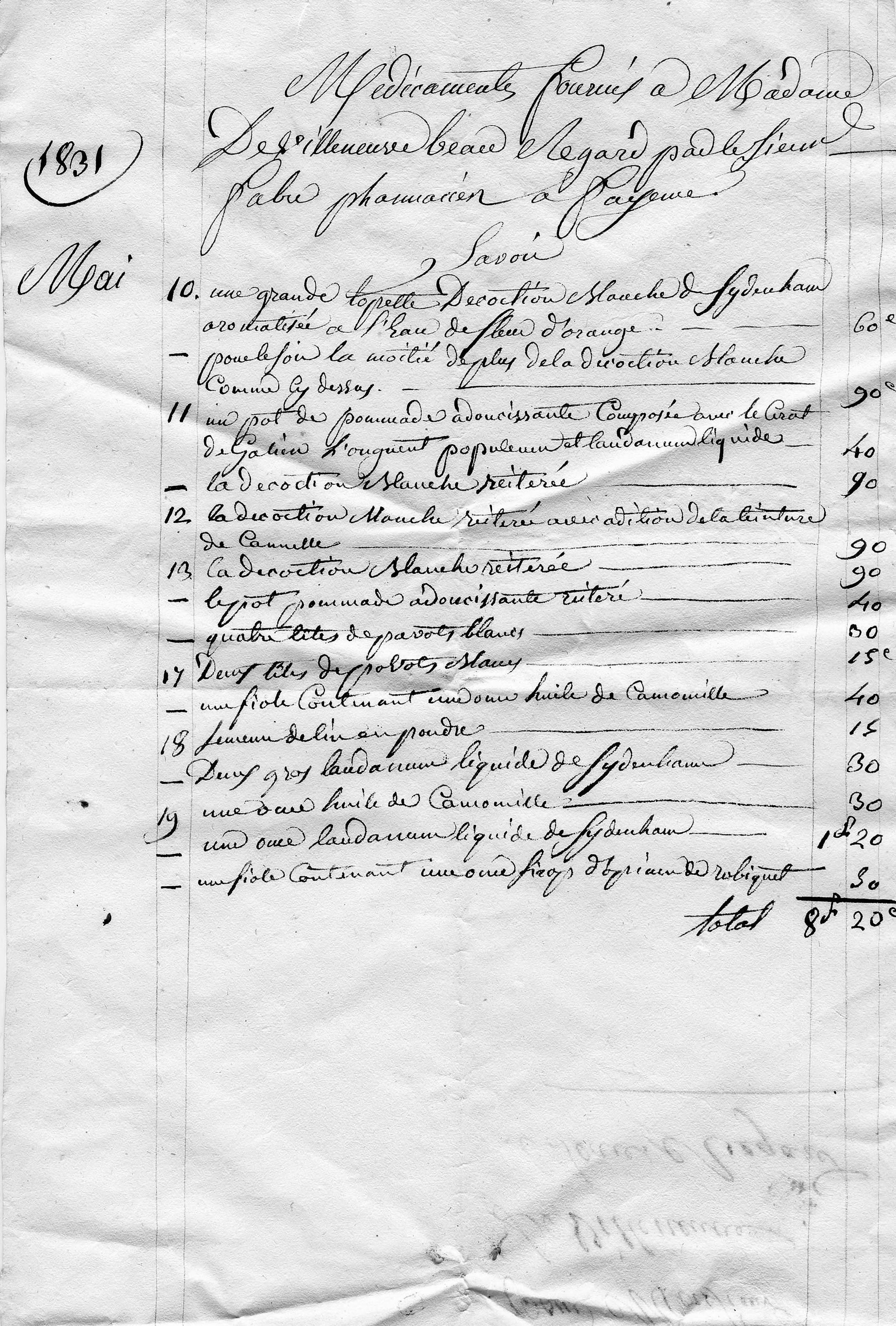
Recept (vény) Franciaországból. (1831. BRGD Ordonnance)

A gyógyszerészet a gyógyszerek előállításával és tanulmányozásával foglalkozó szakma és tudományág, eredetileg a gyógyszerek, gyógyszerkészítmények előállításával és kiadásával foglalkozott. A gyógyszerek készítésének, elosztásának tudománya, művészete, és az alkalmazásával összefüggő szakmai információ lakosság részére történő átadása. Ez a szakmai információ tartalmazza a recepten rendelt gyógyszer beszerzését, raktározását, elkészítését, elosztását, kiválasztását, a gyógyszerfelhasználás monitorozását betegre szabottan, valamint kognitív szolgáltatások nyújtása a gyógyszerek és gyógyászati segédeszközök használatával kapcsolatban. A gyógyszerészeti feladatokat egyetemi végzettségű szakember a gyógyszerész látja el.
A gyógyszerészet a társadalom professzionális alrendszerében az egészségügyi ellátó rendszer része, ahol a gyógyító tevékenység bináris kódja az egészség és betegség viszonya. Napjainkban más, egyéb feladatkörök is beletartoznak a gyógyszerészi munkába, mint például a gyógyszertechnológia, az állati és növényi eredetű drogokat leíró farmakognózia, a gyógyszerhatástan, gyógyszerkémia, kórházi gyógyszerészet, klinikai gyógyszerészet, gyógyszerészi gondozás, betegellátás, felvilágosítás, a gyógyszerellátás és felügyelete. Paradigmaváltás a gyógyszerészetben is folyamatos, amely magában foglalja az ember biológiájának mélyebb megismerését és a gyógyítást is. A gyógyításban elsőként a molekuláris diagnosztikában várható áttörés, amely a különféle betegségek kimutatását és előrejelzését jelenti.
A transzlációs medicina és biotechnológia paradigmaváltást hozott a gyógyszerészetben is. A terápiában a személyre-szabott orvoslás, személyre-szabott gyógyszerészet (personalized medicine, farmakogenomika) megteremtése az elérendő cél. A személyre szabott gyógyászat egyrészt, a hagyományos gyógyszerek egyénekre összeállított kombinációit jelenti (a molekuláris diagnosztikai vizsgálatok alapján); másrészt, új egyén-specifikus gyógymódok (pl. génterápia, tumor-terápia, antitest-terápia, őssejt terápia, fejlett terápiás gyógyszerkészítmények, immunológiai terápiák) bevezetését foglalják magukba. A jövő gyógyszerészetében a betegségek megelőzése (prevenció) nagyobb fontossággal bír. Az egyén genomjának ismerete alapján valószínűsíteni lehet a betegségeket, ami lehetővé teszi a megfelelő életmód kialakítását és a gyakori, célzott orvosi vizsgálatok elvégzését.

## A "gyógyszerészet" szó etimológiája
- A szócsalád gyógy- töve a jó melléknév régi jóg középfokú alakjából lett. A szóeleji j đ gy alakulására példa a jer–gyere, jön–gyün vagy nyelvjárási jökér–gyökér szópár, a gyógul g-je már a szókezdő hang hatására palatalizálódott. Ez a tő a nyelvújítás kora óta számos összetétel előtagja lett: gyógyszer, gyógyszertár, gyógynövény, gyógyeljárás, gyógyhatás stb.[4]
- Maga a "gyógyszer" elnevezés görög megfelelője a "farmakon" egyszerre jelentett mérget és orvosságot. A "gyógyszer" szó, hasonlóan a többi gyógy- előtagú összetett szavainkhoz, a nyelvújítás korából származik, az etimológiai szótár szerint Bugát Pál említi először a "Természettudományi Szóhalmaz"-ban (Budán, 1843). Az előtagot a "gyógyít", "gyógyul" igékből vonták le, illetőleg – legalább részben – a gyógyító igenevet rövidítették meg. "Gyógyító szer" elnevezésként 1775-ben már használatos volt. Ezelőtt a "Pharmacum", "Medicamentum" szavak voltak a köznyelvben használatosak.
- farmakon (görög): gyógyszer, gyógy-anyag, patikaszer.[5]

Működő gyógyszertárak száma Magyarországon (2006 – 2010) között
|                                 | 2006 | 2008 | 2009 | 2010 | 2013[7] | 2016[8] |
| ------------------------------- | ---- | ---- | ---- | ---- | ------- | ------- |
| Közforgalmú gyógyszertár        | 2010 | 2348 | 2364 | 2520 | 2333    | 2354    |
| Fiók gyógyszertár               | 650  | 654  | 641  | 650  | 668     | -       |
| Kézi gyógyszertár               | 276  | 252  | 241  | 250  | 260     | -       |
| Kórházi (intézeti) gyógyszertár | 143  | -    | -    | 120  | -       | -       |
| Vényforgalmú gyógyszertár       | 73   | -    | -    | 74   | 71      | -       |

## Gyógyszerészet fejlődése

### Kronológia
- i. e. 1550 körül íródott az egyiptomi Ebers-papirusz, amelyben számos gyógymód megjelenik.
- Az i. e. 5. században élt Hippokratész, akit az orvostudomány megalapítójának tartanak.
- 2. század: Galénosz orvos-gyógyszerész, megállapította az akkori gyógyszerek hatásos adagjait.
- 754: az első gyógyszertár (Bagdad).
- 10. század: Avicenna Canon Medicinae című ötkötetes művében számos gyógyszert is felsorol
- 1241-ben alapították a legrégebbi, ma is működő európai gyógyszertárat.

### A gyógyszerészet nemzetközi szimbólumai

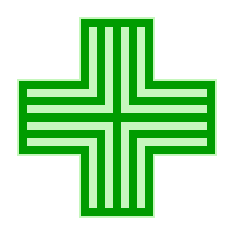
Zöld kereszt
Mozsár és pisztillus
Vörös kereszt Olaszországban
Indiai gyógyszerészek szimbóluma